# Rhynchospora caucasica
Rhynchospora caucasica är en halvgräsart som beskrevs av Eduard Palla. Rhynchospora caucasica ingår i släktet småag, och familjen halvgräs. Inga underarter finns listade i Catalogue of Life.